# Acquedotto

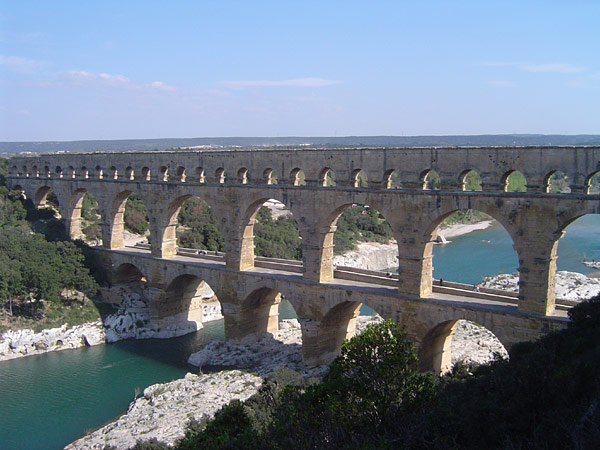
Ponte del Gard, Francia, antico acquedotto romano patrimonio dell'umanità UNESCO.

Un acquedotto, dai termini latini aqua (acqua) e ducere (condurre), in ingegneria idraulica, è il complesso delle opere di presa, convogliamento e distribuzione dell'acqua necessaria ad una o più utilizzazioni, tra cui l'uso potabile, irriguo e industriale.
Costruttivamente può essere realizzato in vari modi: con canali artificiali, con tubazioni o con soluzioni miste.
Nel caso di canali il funzionamento può essere solo a pelo libero, nel caso di tubazioni anche in pressione. Per gli acquedotti potabili, si preferisce il funzionamento in pressione, perché dà maggiori garanzie igieniche, anche se in Puglia è stato realizzato all'inizio del Novecento il Canale Principale dell'Acquedotto Pugliese, tuttora in esercizio, che funziona a pelo libero.
Molti acquedotti a pelo libero attraversano il paesaggio per mezzo di ponti sopraelevati dedicati, oppure in canali somiglianti a dei piccoli fiumi. In entrambi i casi il movimento dell'acqua è dovuto unicamente alla forza di gravità, perciò il percorso deve essere strettamente discendente.
Acquedotti abbastanza larghi possono essere utilizzati da imbarcazioni.

## Storia

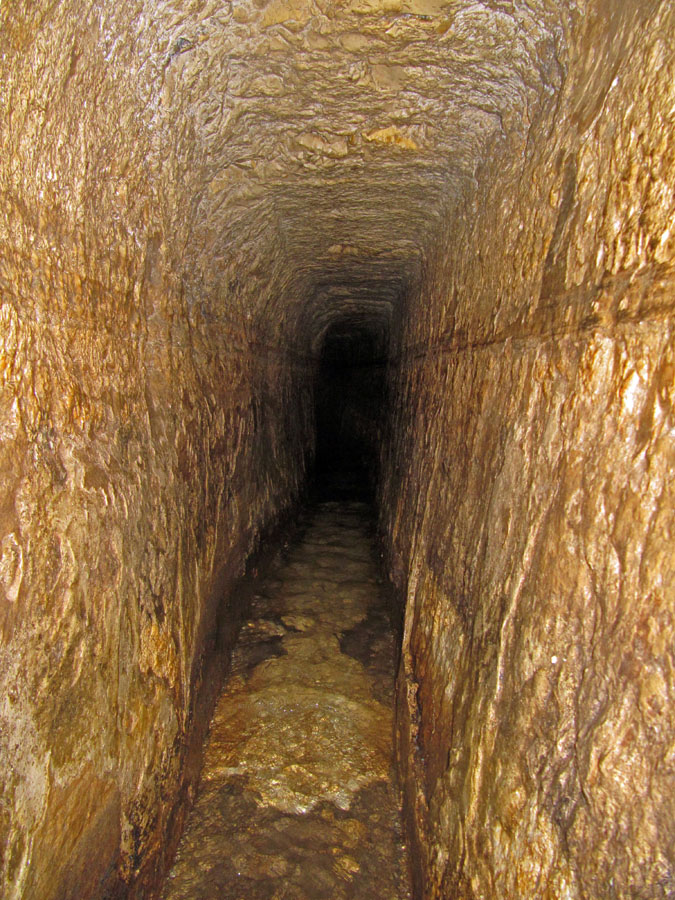
Il tunnel di Ezechia.

### L'età antica e le prime opere
L'invenzione degli impianti di trasporto dell'acqua risale all'età antica; infatti le prime opere del tipo per il drenaggio e lo scolo delle acque furono costruiti già presso i Sumeri: si trattava di condotte in mattoni con copertura a volta. Se ne trovano a Lagash, a Nippur, a Ur. Il modello fu ripreso anche a Babilonia. Successivamente, intorno al VII secolo a.C., furono scavati nella roccia acquedotti sotterranei dotati di pozzetti verticali che portavano l'acqua dalle montagne alle città. I Fenici costruirono un simile acquedotto per rifornire d'acqua Tiro e ne rimangono rovine a Ras al-Ain. Gli Ebrei costruirono il tunnel di Ezechia per alimentare la Piscina di Siloe a Gerusalemme in previsione dell'assedio da parte di Sennacheribbo.
L'acquedotto di Ninive, costruito dagli Assiri per ordine del re Sennacheribbo nella stessa epoca, era un canale sotterraneo a vasche digradanti per una lunghezza totale di 115 km. Per trasportare l'acqua attraverso la valle di Jerwan fu costruita una struttura di calcare alta 9 m e lunga 280. Acquedotti scavati nella roccia più tardi furono quelli di Corinto e di Palmira. Il sistema degli acquedotti scavati nella roccia con pozzetti verticali ha avuto particolare diffusione in Persia, dove questi impianti sono detti qanāt. Il qanāt di Zarch è il più lungo dell'Iran: misura 71 km ed è dotato di 2115 pozzi verticali; è anche il più antico, risalendo al I millennio a.C.. Dalla Persia il sistema si è diffuso anche in altri paesi, fra cui l'Oman, dove questi acquedotti sono detti aflaj (singolare falaj).
Condotti in terracotta sotterranei sono stati trovati in siti archeologici del II millennio a.C. quali Cnosso, Argo, Tirinto, Micene ed Itaca. La civiltà cretese fu la prima ad utilizzare tubi di terracotta interrati per l'igiene e la fornitura d'acqua.  La loro capitale, Cnosso, era dotata di una rete idrica ben organizzata per far arrivare l'acqua pulita e far defluire quella sporca, oltre che per smaltire lo straripamento in caso di piogge intense. Contiene anche uno dei primi esempi di sciacquone, risalente al XVIII secolo a.C.
Questa tipologia rimase diffusa in ambito greco. Fra i più famosi impianti di questo tipo si possono citare l'acquedotto di Eupalino, ordinato da Policrate nell'isola di Samo, e quelli di Priene e Cirene. Atene e Siracusa avevano già nell'antichità una vera e propria rete idrica composta da più acquedotti sotterranei. Gli acquedotti che servivano Atene scendevano dal Parnete, dall'Imetto e dal Licabetto. Fra gli acquedotti di Siracusa ha particolare importanza l'acquedotto Galermi.

### Le evoluzioni nell'antica Roma

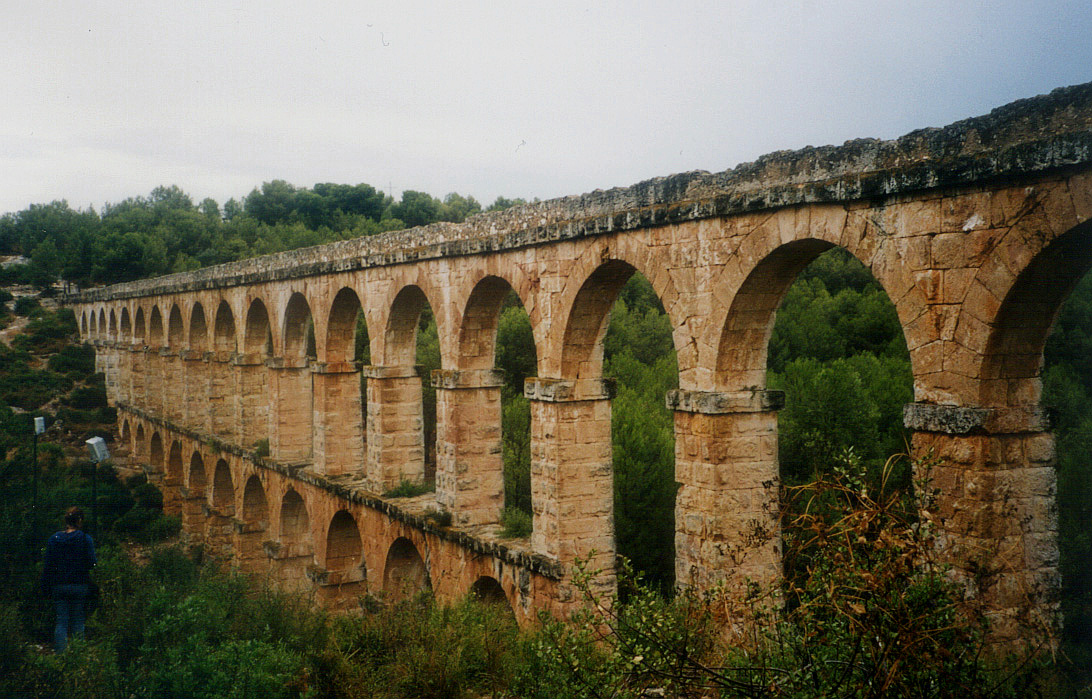
Acquedotto nei pressi di Tarragona, in Spagna.

I Romani costruirono numerosi acquedotti per portare acqua ai centri abitati e alle industrie. La stessa città di Roma ebbe la più grande concentrazione di condotte idriche con undici acquedotti costruiti nell'arco di cinque secoli, con una lunghezza complessiva di circa 350 km. Anche nelle province dell'Impero furono costruiti molti acquedotti; fra i più monumentali si ricordano quelli di Nîmes (Ponte del Gard) e di Segovia, a doppio ordine di archi. Anche la capitale dell'Oriente, Costantinopoli, fu dotata di un acquedotto, l'acquedotto di Valente.
I Romani svilupparono in particolare la tecnica degli acquedotti sopraelevati ad archi, tuttavia solo 47 km degli acquedotti della città di Roma erano costruiti in superficie, la maggior parte erano sotterranei. Fra gli acquedotti sotterranei romani l'acquedotto Eifel in Germania è un esempio classico. Il più lungo acquedotto romano è quello costruito nel II secolo d.C. per approvvigionare Cartagine attraverso una condotta da 141 km.
Gli acquedotti romani erano delle costruzioni molto sofisticate il cui standard qualitativo e tecnologico non ebbe uguali per oltre 1000 anni dopo la caduta dell'Impero romano d'Occidente. Essi erano costruiti con tolleranze minime: ad esempio la parte di acquedotto a Ponte del Gard in Provenza ha un gradiente di soli 34 cm per km (1:3000) scendendo di soli 17 m nella sua intera lunghezza di 50 km. La propulsione è interamente garantita dalla gravità, trasportando un grande quantitativo d'acqua in modo molto efficiente (il citato Ponte del Gard ne veicolava 20.000 m³ al giorno).
A volte, quando si incontrano depressioni maggiori di 50 m lungo il percorso, vengono utilizzati i sifoni inversi, condotte a gravità utilizzate per superare il dislivello, in uso anche ai giorni nostri, quando gli ingegneri idraulici utilizzano questa metodologia per gli impianti idrici e fognari.

### Il medioevo e le innovazioni dei saraceni
Molte delle esperienze accumulate dagli antichi romani vennero perse durante il Medioevo e in Europa la costruzione di acquedotti conobbe una interruzione. Inoltre, molti acquedotti romani andarono in rovina. L'approvvigionamento idrico nel Medioevo era assicurato da opere meno impegnative, come pozzi e cisterne, oppure dai portatori d'acqua ("aquariciarî").
Nell'Impero bizantino, tuttavia, gli acquedotti rimasero in funzione ed anzi ne furono costruiti di nuovi. In particolare per servire la capitale, all'acquedotto di Valente furono aggiunti due nuovi acquedotti attribuiti a Giustiniano e successivamente altri due nell'XI e XII secolo.

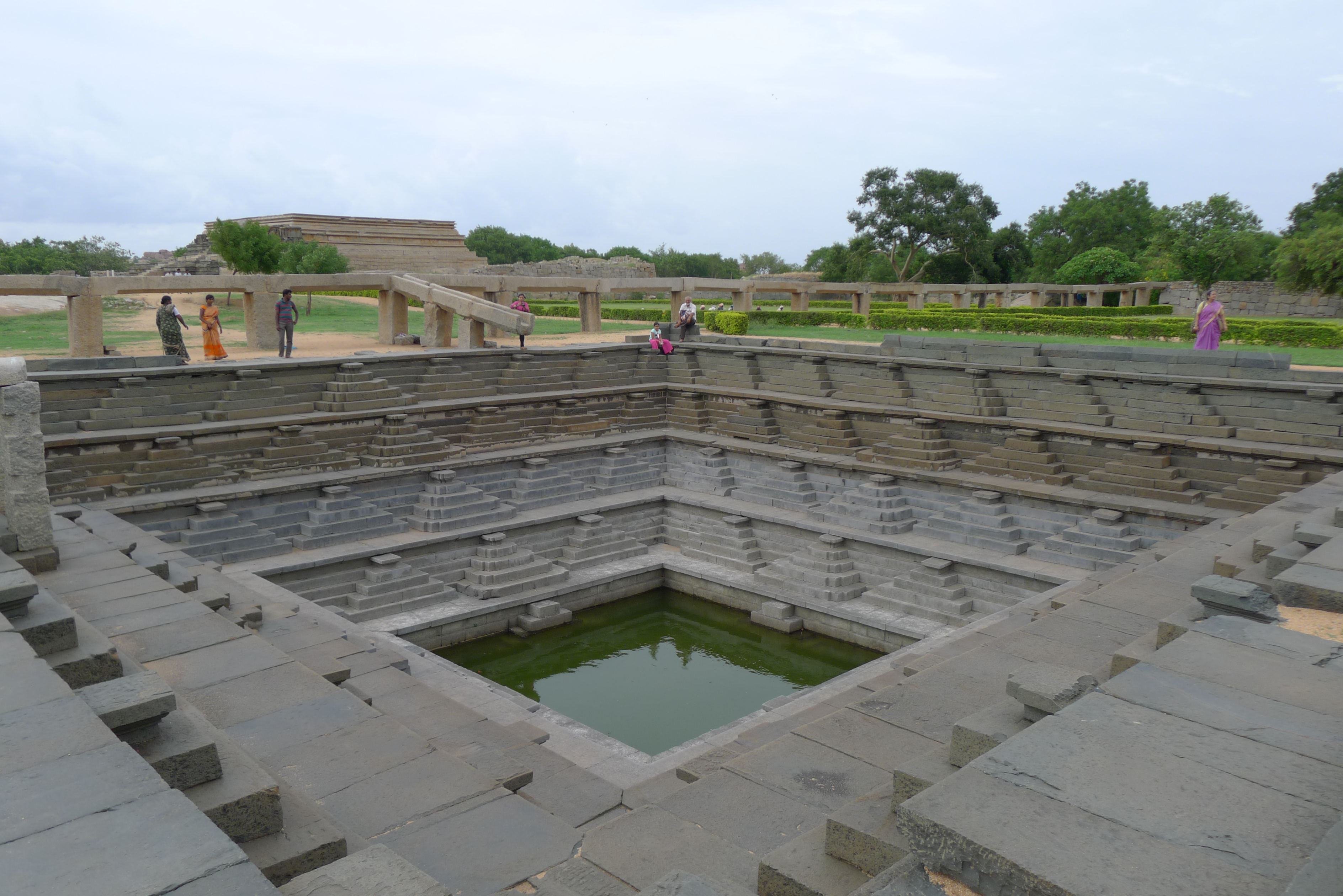
La piscina dell'acquedotto di Vijayanagar

Durante il Medioevo le opere idriche ebbero inoltre grande sviluppo nel mondo musulmano, particolarmente interessato da problemi di siccità. Fra le opere più monumentali di questo periodo ci sono gli acquedotti di Elvas e di Siviglia nella Penisola iberica, quelli di Fez e Marrakesh in Marocco. La perizia idraulica acquisita dagli arabi permise la realizzazione di piscine e fontane nei cortili delle residenze dei sovrani, come nell'Alhambra e nel Generalife di Granada o nell'Alcázar de los Reyes Cristianos di Cordova. Nella parte orientale del mondo islamico, nei paesi di cultura persiana ed in Oman, continuava e si perfezionava la tradizione dei qanat e degli aflaj.
A partire dalla conquista islamica anche nel Regno di Sicilia si ampliò la rete idrica per le coltivazioni e per i giardini privati. Nei primi anni del regno venne realizzato il complesso architettonico della Zisa a Palermo, una sorta di monumentale fontana, che fungeva anche da palazzo di rappresentanza, alimentata da un acquedotto interrato, che all'esterno proseguiva con una serie di cascatelle e giungeva in un ricco giardino.
Nell'Europa occidentale (e dipendenze) gli ordini monastici continuarono l'attività di costruzione di acquedotti: i Benedettini costruirono l'Acquedotto medievale di Salerno, i Cistercensi quelli di Casamari, Limoges e Saint-Polycarpe; gli Ospitalieri ne realizzarono uno sull'isola di Rodi.
Dal XIII secolo si ebbe una ripresa della costruzione di acquedotti, alcuni capaci anche di far muovere l'acqua in salita, come nei casi di Perugia (1276-1278), Orvieto (fine XIII sec.) e Spoleto (XIII-XIV sec.) di cui rimane il cosiddetto Ponte delle Torri, un ponte-acquedotto alto 82 metri e lungo 220. In particolare nella città di Perugia venne realizzata la Fontana Maggiore proprio per celebrare la costruzione dell'acquedotto lungo circa cinque chilometri che segnò probabilmente la riconquista delle antiche tecniche idrauliche romane. Ancora nel XVI secolo il Vasari esprime nella vita di Nicola e Giovanni Pisano l'ammirazione per questo acquedotto:
(Giorgio Vasari, Le vite de' più eccellenti pittori, scultori e architettori)
Altri acquedotti italiani del Duecento sono quelli di Sulmona (1257) e Casamari (1200). Nel Basso Medioevo anche la Francia conobbe un'intensa attività di costruzione di acquedotti, fra cui spicca quello di Coutances, in Normandia, del 1277. 
Per il resto dell'Europa l'approvvigionamento di acqua venne garantito principalmente tramite lo scavo di pozzi, ma questo metodo creava gravi problemi di salute pubblica quando le falde acquifere risultavano contaminate.
La tecnica idraulica fu molto sviluppata anche nell'area indiana. Il più complesso sistema idrico dell'India medievale è probabilmente quello che serviva la città di Vijayanagar (oggi Hampi), capitale dell'omonimo impero fondato nel 1336. Nel XV secolo venne costruita una diga sul fiume Tungabhadra, da cui partiva un acquedotto lungo 24 km, che riforniva la rete idrica cittadina e terminava in una piscina centrale a gradinate.
Nell'America precolombiana vennero costruiti notevoli impianti idrici. Nell'area di Nazca si trovano i cosiddetti puquios risalenti al V secolo: si tratta di acquedotti sotterranei basati su di un principio analogo a quello dei qanat persiani. Alcuni puquios sono tuttora in funzione, ad esempio l'Acquedotto di Cantayo. Presso la capitale incaica, Cuzco, si trova il sito archeologico di Tambomachay, che consiste in un impianto idrico dalla funzione non ancora chiarita. Anche la capitale azteca, Tenochtitlán, era dotata di un acquedotto.

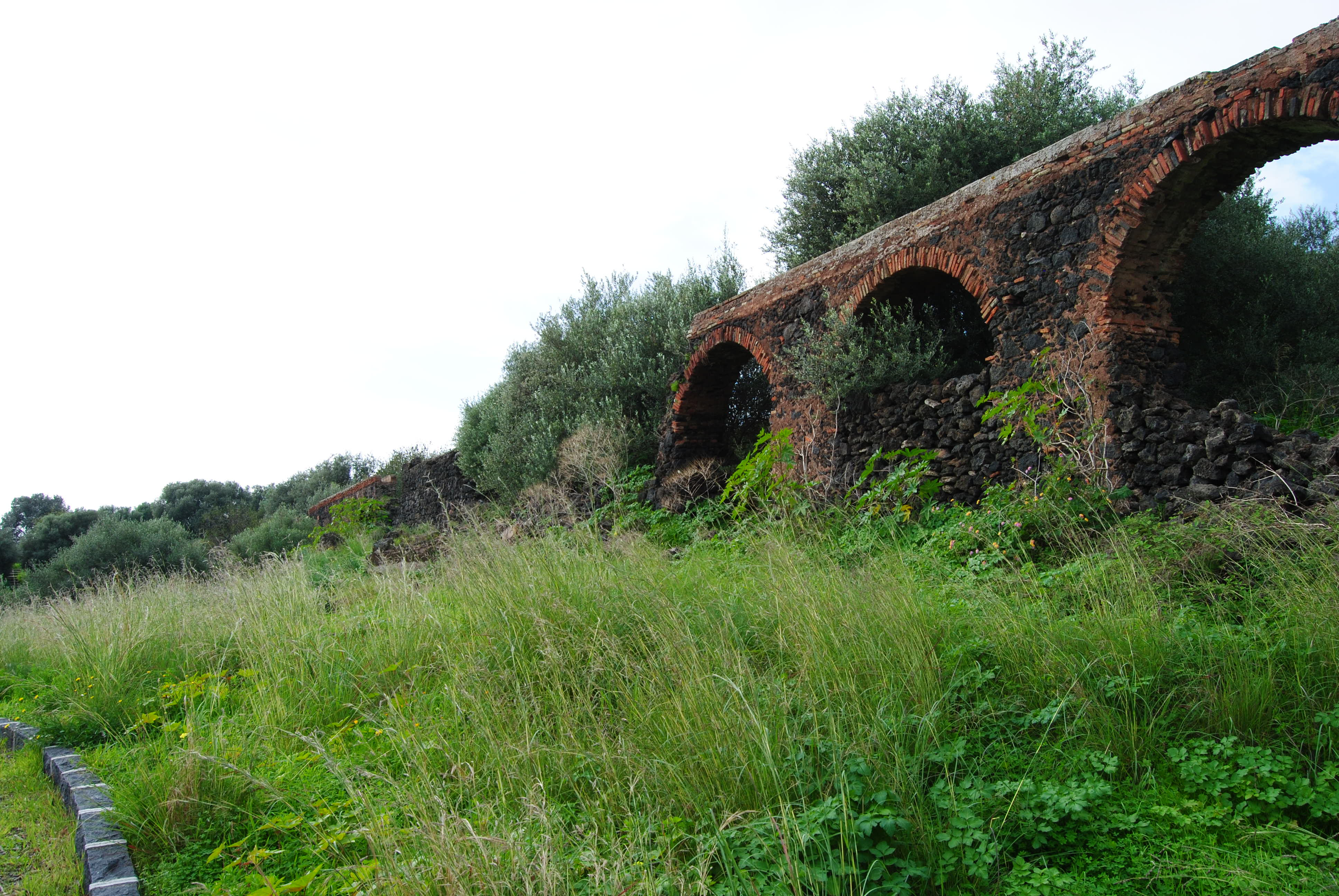
Ruderi dell'acquedotto benedettino a Catania. L'opera era dotata di sfiatatoi e sifoni inversi per mantenere una pressione costante. Alimentava diverse proprietà (tra gli altri anche i terreni che sarebbero diventati l'attuale Giardino Bellini) e collegava la Timpa di Leucatia al plesso monastico di città.

### Il XVII e XVIII secolo
Alla fine del XVI secolo riprese in Europa la costruzione di acquedotti per servire le grandi città, per iniziativa delle monarchie assolute.
Dopo oltre tredici secoli e mezzo dalla realizzazione dell'ultimo acquedotto della città di Roma, un nuovo acquedotto venne costruito nella città dei Papi tra il 1585 e il 1587 durante il pontificato di papa Sisto V, riutilizzando le sorgenti dell'Aqua Alexandrina e altre delle zone limitrofe. In onore del Papa fu chiamato Acqua Felice.
Seguì nel 1610 l'apertura dell'acquedotto dell'Acqua Paola per volere di papa Paolo V, sull'antico tracciato dall'Aqua Traiana. Per completezza bisogna ricordare che a Roma l'Acqua Vergine (l'antica Aqua Virgo) era sempre rimasta in funzione, grazie a numerosi interventi di manutenzione attuati lungo i secoli, anche se il suo punto terminale, Fontana di Trevi, è stata completata nella sua attuale forma monumentale solo nel 1762.
Nel 1613 venne aperto l'Acquedotto mediceo di Pisa.
In Sicilia furono realizzati l'acquedotto benedettino, che approvvigionava il convento di San Nicola a Catania, percorrendo oltre 6 km, e l'acquedotto Biscari, voluto dal principe Ignazio Paternò Castello per la realizzazione della risaia più estesa del Regno. Delle due strutture siciliane la prima venne concessa nel 1649 a titolo gratuito al senato civico, in sostituzione dell'approvvigionamento cittadino dal fiume Amenano, del lago di Nicito e delle cisterne e pozzi privati, in cambio della manutenzione della stessa. L'acquedotto alimentava almeno una decina di mulini gestiti dai monaci benedettini e concessi in enfiteusi, prima di giungere al maestoso convento. La struttura voluta nel XVIII secolo dal Principe Biscari, invece, non superava i due km di estensione e durò soltanto finché non fu in vita lo stesso principe. Per entrambe le strutture, realizzate in conci di pietra lavica, mattoni e ghiara, si fece largo uso di ponti di ispirazione romana e nel caso dell'acquedotto Biscari erano stati realizzati due livelli di archi.

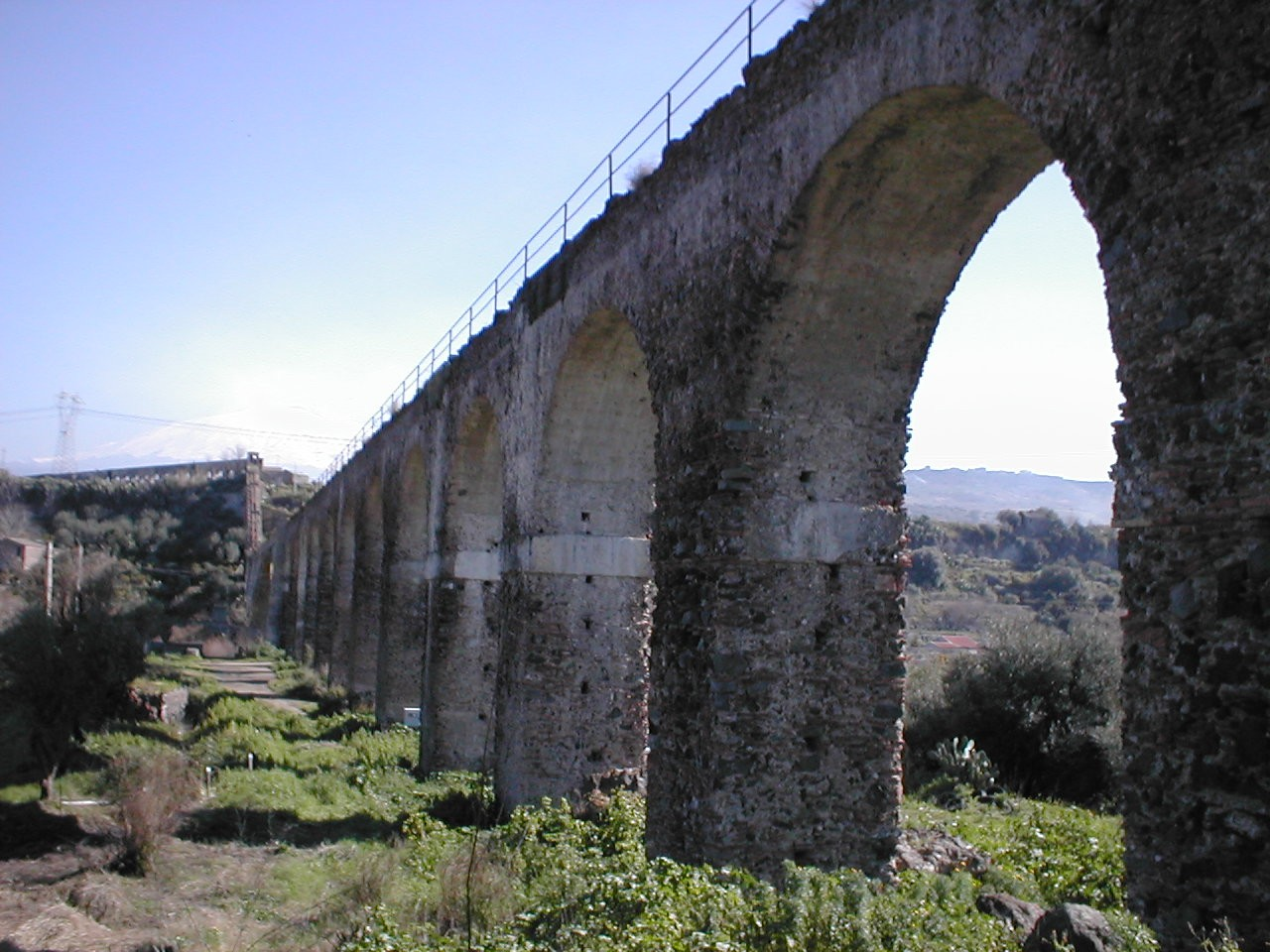
Il ponte acquedotto Biscari, sulle forre del Simeto.

A Parigi l'acquedotto di Belleville era stato riparato già nel 1457 e rifornì la città fino al Seicento insieme a quello del Pré Saint-Germain. Nel 1613 la reggente Caterina de' Medici fece ricostruire l'acquedotto di Arcueil, che portava l'acqua fino al Palais du Luxembourg, e a fine secolo Vauban costruì i due acquedotti per rifornire la Reggia di Versailles: l'acquedotto di Louveciennes e quello di Buc, nonché l'incompiuto Canal de l'Eure. Nel 1613 fu aperto l'acquedotto New River in Gran Bretagna per rifornire di acqua potabile fresca la città di Londra coprendo una distanza di 62 km.
Anche fuori dell'Europa cristiana si ebbero importanti opere idrauliche. In Giappone gli Shōgun Tokugawa fecero costruire l'acquedotto Tamagawa, che convogliava le acque del fiume Tama nella loro capitale, Edo. Analogamente, nell'Impero ottomano furono edificati acquedotti per servire varie città dei Balcani, dell'Anatolia e di Cipro. Durante il XVIII secolo i progressi scientifici permisero opere ambiziose. A Lisbona l'Acquedotto delle Acque Libere venne realizzato fra il 1726 ed il 1748 e portava l'acqua ad una fontana nella piazza del Rato. Il 7 maggio 1762 fu inaugurato l'imponente acquedotto Carolino, progettato da Luigi Vanvitelli e da altri scienziati, per alimentare la Reggia di Caserta ed il complesso di San Leucio. L'opera è lunga complessivamente 42 chilometri e comprende un ponte-acquedotto a tre ordini di archi.
Nel Vicereame della Nuova Spagna fra il 1755 ed il 1779 venne costruito l'acquedotto di Chapultepec per rifornire di acqua la capitale Città del Messico; l'opera idraulica recuperava il tracciato di una precedente realizzazione azteca. L'acquedotto storico di Genova risaliva all'età romana ed era stato modificato e migliorato nei secoli. In particolare a cavallo fra Sette e Ottocento furono aggiunti due ponti-sifoni, per l'epoca avveniristici, quello del Geirato nel 1777 e quello del Veilino nel 1842.

### Il XIX secolo e l'espansione urbanistica

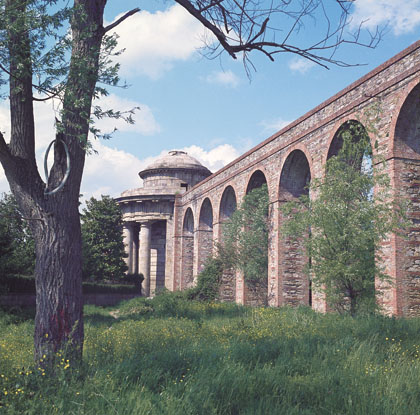
L'acquedotto di Lorenzo Nottolini a Lucca.

Nella prima metà dell'Ottocento si continuò a costruire acquedotti a gravità secondo le tecniche tradizionali, sia pur perfezionate con vasche di decantazione e di accumulo.
In Italia, fra il 1793 ed il 1816 nel Granducato di Toscana venne realizzato l'acquedotto Lorenese per rifornire la città portuale di Livorno. L'opera fu successivamente completata con la costruzione del Cisternone.
Nel Ducato di Lucca, fra 1823 e 1831, venne costruito un acquedotto di foggia simile a quelli dell'antica Roma, chiamato acquedotto Nottolini dal nome del suo architetto, Lorenzo Nottolini, che progettò l'opera lunga circa 3,25 km per portare l'acqua del Monte Pisano nella città di Lucca, ponendo alle sue estremità due tempietti che servivano come depositi di decantazione. L'acqua scorreva sulle arcate a "pelo libero" e solo nel tempietto a valle, posto alla periferia della città, veniva introdotta in condotte a pressione. Nei quartieri meridionali di Lucca l'acqua poteva salire fino a circa otto metri, in quelli settentrionali fino a sei. Era quindi teoricamente possibile allacciare le case private fino ai primi piani, anche se, inizialmente, solo il Palazzo Ducale e le fontane pubbliche furono forniti d'acqua.
Analoghe caratteristiche aveva l'acquedotto di Rostokino nell'Impero russo, che serviva la città di Mosca.
Intorno alla metà del XIX secolo la nuova necessità di alimentare città in rapida crescita e industrie assetate d'acqua diede nuovo impulso alla costruzione degli acquedotti. Lo sviluppo di nuovi materiali (come il calcestruzzo e la ghisa) e di nuove tecnologie (come il motore a vapore) consentirono significativi miglioramenti. Per esempio, la ghisa permise la costruzione di sifoni invertiti più grandi e resistenti a maggiori pressioni, mentre pompe a vapore ed elettriche permisero un considerevole aumento della quantità e velocità del flusso d'acqua. L'Inghilterra primeggiava nel mondo per la costruzione di acquedotti, con gli esempi notevoli costruiti per trasportare l'acqua a Birmingham, Liverpool e Manchester. In particolare lo sviluppo della metallurgia permise la realizzazione di acquedotti in pressione, che convogliavano l'acqua all'interno di condotti chiusi, conservandone l'energia potenziale gravitazionale sotto forma di pressione e consentendo così di portare l'acqua anche in salita e quindi fino a casa propria.
Ciò rappresentò un miglioramento anche dal punto di vista igienico, in quanto il sistema precedente, quello degli acquedotti a pelo libero, poteva determinare facilmente la contaminazione delle acque addotte con le acque reflue. La diffusione dell'acqua corrente nelle case ebbe grande importanza nella lotta contro il colera ed il tifo, poiché forniva ad ampie fasce della popolazione acqua potabile e nello stesso tempo permetteva l'eliminazione degli escrementi umani, precedentemente accumulati nei cosiddetti "pozzi neri". Perciò entro la fine del secolo il colera, che aveva causato diverse epidemie nel corso dell'Ottocento, in Europa era ormai quasi completamente debellato.
Naturalmente, la realizzazione di acquedotti in pressione poteva avvenire soltanto grazie ai finanziamenti di grandi investitori privati (ad es. banche), e pertanto i primi acquedotti furono realizzati nei grandi centri urbani, in cui era prevedibile il ritorno economico dell'investimento, come ad esempio nella città di Londra dove l'acquedotto in pressione fu realizzato nel 1854. In Italia sorsero molte società per azioni per la costruzione e la gestione degli acquedotti, come la Società Acque Potabili di Torino (1852), l'Acquedotto Nicolay (1853) e l'Acquedotto De Ferrari Galliera (1880) di Genova, la Società dell'Acqua Pia Antica Marcia di Roma (1868).

### Il XX secolo
Acquedotti ancora più grandi sono stati costruiti negli Stati Uniti per approvvigionare le più grandi città. Quello di Catskill porta l'acqua a New York coprendo una distanza di 190 km, ma è superato in grandezza da quelli dell'ovest dello stato, il più importante dei quali è l'Acquedotto del Colorado, cioè quello che collega il Colorado all'area urbana di Los Angeles situata 400 km più a ovest.
In Italia la più grande rete idrica realizzata nel XX secolo è probabilmente l'Acquedotto pugliese. Fra le altre grandi opere idrauliche del XX secolo si colloca il Grande fiume artificiale, che capta le acque dolci di origine fossile nell'interno della Libia e le porta alle località della costa. Anche se indubbiamente gli acquedotti sono delle grandi opere di ingegneria, la notevole quantità d'acqua che trasportano può creare delle grosse problematiche ambientali a causa dell'impoverimento dei corsi d'acqua.

## Utilizzi
Storicamente, innumerevoli società agricole hanno costruito acquedotti per irrigare le coltivazioni. Archimede inventò la vite di Archimede per sollevare l'acqua usata nell'irrigazione delle terre coltivabili.
Un altro uso molto diffuso degli acquedotti è l'approvvigionamento di grandi città con acqua potabile. Alcuni famosi acquedotti romani riforniscono ancora oggi la città di Roma. In California, USA, tre grandi acquedotti fanno fluire l'acqua per centinaia di miglia fino all'area di Los Angeles. Due provengono dall'area di Owens River e il terzo da Colorado River.
In tempi più recenti, gli acquedotti sono stati utilizzati per scopi di navigazione commerciale consentendo alle chiatte fluviali di superare i dislivelli. Durante la Rivoluzione industriale del XVIII secolo, molti acquedotti furono costruiti come parte del generale boom nella costruzione di canali artificiali.
Nei moderni progetti di ingegneria civile, dettagliati studi e analisi del flusso in canale aperto sono comunemente richiesti a supporto di sistemi di controllo delle inondazioni, sistemi di irrigazione, e grandi sistemi di fornitura idrica quando un acquedotto anziché una condotta è la soluzione preferita. L'acquedotto è un modo semplice per trasportare acqua da altre parti del territorio.

## Le componenti moderne

### Opere di presa e di trattamento delle acque
La prima di queste strutture è l'opera di presa, in corrispondenza della quale avviene la captazione dell'acqua dal ciclo naturale. Tali opere differiscono tra loro a seconda che le acque captate siano di superficie (fiumi, laghi, eccetera) o sotterranee (sorgenti, pozzi, ecc.).
Subito a valle delle opere di presa generalmente vengono realizzati tutti gli impianti di trattamento delle acque necessari per renderle idonee al consumo umano (normalmente: impianto di potabilizzazione nel caso di captazione di acque superficiali e impianti di semplice disinfezione (clorazione) per le acque sotterranee).

### Opere di adduzione

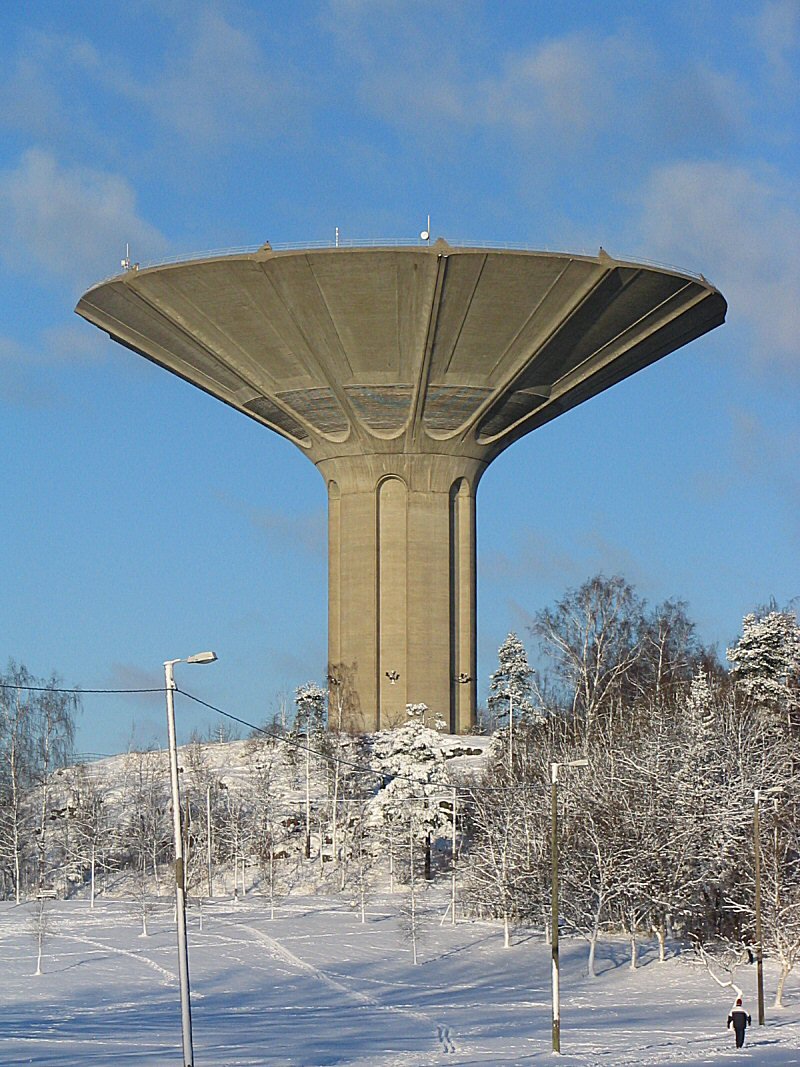
serbatoio pensile a fungo in calcestruzzo armato.

Le acque potabili vengono fatte fluire dalle condotte adduttrici (opere di adduzione) che funzionano sia in pressione che a pelo libero (come il Canale Principale dell'Acquedotto del Sele-Calore gestito dall'Acquedotto pugliese).
Lungo il tracciato di una condotta adduttrice in pressione vengono realizzate varie opere d'arte necessarie per l'esercizio e la manutenzione delle stesse.
Le principali sono:
- gli scarichi: ubicati nei punti più depressi del profilo idraulico. Nell'omonimo pozzetto, realizzato in calcestruzzo armato, viene realizzata una derivazione chiusa da una saracinesca che una volta aperta permette lo svuotamento della condotta adduttrice. L'acqua dello scarico viene convogliata, tramite un'apposita condotta, in fossi o collettori vicini. Nel caso in cui la configurazione del terreno dovesse richiedere condotte di scarico molto lunghe perché si possa trovare un idoneo recapito finale, si preferiscono ai suddetti scarichi, denominati scarichi liberi, quelli definiti scarichi a pompa, che per come sono realizzati, permettono lo scarico a gravità della maggior parte del sifone da vuotare, direttamente sul terreno nelle vicinanze dell'opera, ma ne lascia una certa parte all'interno della condotta, che viene eliminata a mezzo di una pompa.
- gli sfiati[13]: ubicati nei punti di massima quota del profilo idraulico. Possono essere:
  - liberi: in questo caso sono costituiti da una tubazione, terminante con un tratto ricurvo detto pastorale, collegata direttamente con l'adduttrice e di altezza superiore alla linea dei carichi idrostatici (si utilizzano in condotte con basse pressioni interne)
  - automatici : costituiti da un'apparecchiatura idraulica, denominata sfiato (air relief valve), dotata di sfere, che a seconda della pressione in condotta, si abbassano, permettendo la fuoriuscita dell'aria o si alzano chiudendo la condotta. Tali sfiati sono montati, all'interno di pozzetti in calcestruzzo armato, in derivazione alla condotta principale e sono preceduti da una saracinesca che permette il loro smontaggio senza interruzione del flusso.

Gli sfiati possono svolgere una o tutte e tre le seguenti funzioni:
- - funzione di degasaggio: quando hanno la funzione di eliminare l'aria che si forma all'interno della condotta durante il suo esercizio che trascinata dall'acqua, si va raccogliendo nei punti alti del tracciato. Tali bolle d'aria, se non eliminate, formerebbero delle sacche che possono assumere dimensioni tali da ridurre significativamente il flusso idrico sino ad interromperlo;
  - funzione volumetrica di svuotamento: durante le fasi di svuotamento permettono l'entrata di un volume d'aria tale da compensare il volume di liquido che fuoriesce dagli scarichi, evitando così pericolose depressioni interne. I problemi di depressione si possono verificare non solo durante normale gestione di una condotta (svuotamento e riempimento per la manutenzione della condotta) ma anche per situazioni eccezionali quali:
    - rottura della condotta con notevole fuoriuscita d'acqua rispetto al valore di portata a regime;
    - operazioni di scarico incontrollate ed accidentali della condotta;

  - funzione volumetrica di riempimento: durante la fase di riempimento di una condotta permettono la fuoriuscita dell'aria esistente all'interno delle tubazioni vuote evitando così il pericolo della formazione di sacche d'aria.
- opere di interruzione o di disconnessione idraulica: sono costituite da serbatoi (anche pensili) di capacità limitata, che vengono costruite tutte le volte che è necessario annullare la piezometrica in un punto dell'adduttrice, sia per non sottoporre uno o più tratti di condotta a pressioni eccessive non compatibili con le caratteristiche delle tubazioni utilizzate, sia per permettere la derivazione di una o più condotte dall'adduttrice, in questo caso si parla di partitori. In alcuni casi si utilizzano anche per permettere l'esecuzione di misure idrauliche di controllo. Le derivazioni da adduttrici possono anche esser effettuate in carico senza la necessità di realizzare partitori.
- opere di accumulo: sono serbatoi di grande capacità, realizzati lungo il tracciato di condotte adduttrici molto estese, al fine di garantire una riserva idrica, per un dato periodo di tempo, nei tratti a valle dell'opera nel caso di interruzioni del flusso nel tronco di monte.
- tratte pensili: vengono realizzati per l'attraversamento aereo di fiumi, torrenti, zona in frana, ecc. Possono essere realizzati con:
  - pontitubo: in cui si sfrutta l'autoportanza del tubo. Nel caso di tubi in acciaio la singola campata non può superare i 40 ÷ 50 m;
  - ponti veri e propri: la condotta viene portata da ponti opportunamente realizzati.
- sottopassi: vengono realizzati per sottopassare strade, autostrade, ferrovie, piccoli corsi d'acqua ecc. Attualmente per la posa della condotta, in sostituzione dello scavo in trincea, vengono utilizzate tecnologie no dig che preservano l'integrità della sovrastruttura.

Le opere di adduzione alimentano i serbatoi urbani a servizio di uno o più abitati che, in base alla posizione rispetto alla rete di distribuzione, possono essere di due tipi:
- di testa;
- di estremità.

I serbatoi urbani svolgono diverse funzioni quali:
- disconnessione idraulica tra adduzione (a portata costante nelle 24 ore) e distribuzione (a portata variabile nelle 24 ore);
- compenso nelle 24 ore, riserva idrica e antincendio;
- regolazione della piezometrica.

### Opere di distribuzione

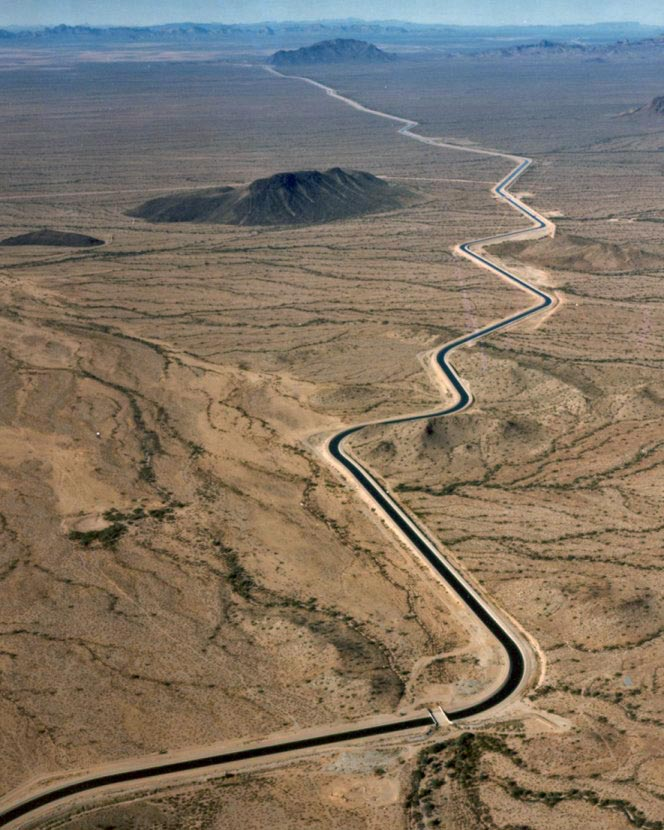
Il Central Arizona Project Aqueduct, il più grande e costoso sistema di acquedotti mai costruito negli Stati Uniti.

A valle del serbatoio urbano, generalmente viene realizzata una condotta di avvicinamento, denominata suburbana, che collega l'opera di accumulo alla rete di distribuzione idrica urbana.

La rete di distribuzione idrica urbana è costituita dall'insieme delle condotte, delle apparecchiature e dei manufatti necessari ad alimentare le utenze private, le collettività, i vari servizi pubblici, le aziende artigiane e la piccola industria inserita nel contesto urbano.

Il punto (o i punti) in cui la suburbana si innesta nella rete di distribuzione viene denominato origine della distribuzione urbana (ODU).

La suburbana normalmente non ha erogazioni lungo il tracciato.

La rete di distribuzione moderna viene generalmente realizzata esclusivamente a maglie chiuse (quella a rete ramificata non è più utilizzata) perché garantisce i seguenti vantaggi:
- di natura gestionale: maggiore elasticità ed efficienza di funzionamento poiché non è necessario interrompere il flusso nel caso di fuori servizio di un singolo tronco;
- di natura igienica: maggiore garanzia di mantenimento della potabilità dell'acqua distribuita poiché con il sistema reticolare l'acqua è sempre in movimento e non si determinano pericoli di "acqua morta" come nelle ramificazioni aperte.
- di natura funzionale: il percorso possibile da un nodo della rete a qualsiasi altro non è unico.

Esistono anche reti miste costituite da un insieme di maglie chiuse e ramificazioni aperte.

Tuttavia negli ultimi anni si sta largamente diffondendo la tecnica della distrettualizzazione della reti, ossia si procede alla suddivisione della intera rete in porzioni minori al fine di migliorare la gestione e favorire il contenimento delle perdite idriche.

In una rete di distribuzioni a maglie chiuse si distinguono:
- una o più maglie principali, costituite da condotte di diametro maggiore;
- uno o più ordini di maglie secondarie di minor diametro;
- condotte minori per l'allacciamento alle utenze.

Secondo quanto prescritto dal dall'Allegato 8 del DPCM 4/3/96, una rete di distribuzione idrica adeguatamente dimensionata deve assicurare:
- nelle ore di punta del servizio ed al minimo livello idrico nel serbatoio, almeno 10 m di carico sulla copertura degli edifici;
- nelle ore di minimo consumo (ore notturne) ed al massimo livello nel serbatoio, un carico sulle tubazioni della rete ovunque inferiore a 70 m;
- il contenimento delle oscillazioni della linea piezometrica in rete durante l'esercizio entro un limite di 20÷30 m per evitare di sollecitare eccessivamente i giunti delle tubazioni.

Poiché attualmente la maggior parte delle utenze è dotata di sistema di autoclave, tali valori di pressione possono risultare eccessivi; in tal senso la carta del Sistema Idrico Integrato adottata dall'Acquedotto pugliese prevede che il carico idraulico minimo deve essere non inferiore a 0,5 atmosfere misurate immediatamente a valle del rubinetto d'arresto posto immediatamente dopo il misuratore.

### Impianti interni
Sulle condotte distributrici vengono realizzati gli impianti privati che collegano la rete di distribuzione all'impianto idrico a servizio delle singole utenze (condomini, ospedali, caserme, attività commerciali, ecc.).

## Acquedotti navigabili
- Acquedotto vicino a Roelofarendsveen, Paesi Bassi: trasporta il canale Ringvaart sopra l'autostrada A4 e il treno ad alta velocità (Hogesnelheidslijn o HLS) in costruzione, entrambe situate in territorio più basso del livello del canale (e sotto il livello del mare).
- Acquedotto Gouwe, vicino Gouda, Paesi Bassi: porta il fiume Gouwe sopra l'autostrada A12, che si trova su un territorio più basso del livello del fiume.
- Acquedotto Holmes sul canale Derby a Derby, costruito da Benjamin Outram a singola arcata con una lunghezza di 44 piedi, è stato il primo acquedotto in ghisa, anticipando di poco l'acquedotto di Longdon-on-Tern sul canale di Shrewsbury, costruito da Thomas Telford e lungo 186 piedi, a volte descritto come il primo acquedotto navigabile in ghisa al mondo su larga-scala.
- L'acquedotto di Pontcysyllte porta il canale Llangollen sopra il fiume Dee nel nord del Galles, e fu progettato da Thomas Telford e aperto nel 1805.
- L'Union Canal in Scozia ha molti acquedotti, incluso l'acquedotto Slateford che porta il canale sopra Water of Leith, l'acquedotto Almond sopra il fiume Almond a Ratho ed il notevole acquedotto Avon sopra il fiume Avon. Questo è il secondo acquedotto in lunghezza dell'intero Regno Unito.
- In anni recenti la costruzione dell'acquedotto Lichfield ha spinto il governo britannico ad approvare una legislazione che impedisca il rinnovamento di una strada costruita nel percorso di un canale senza la predisposizione di un tunnel o di un acquedotto atto all'attraversamento.
- Il canale Bridgewater è trasportato attraverso il più basso canale Manchester Ship dall'acquedotto Barton Swing - una forma di ponte rotante. Una sezione dell'acquedotto lunga 234 piedi ruota di 90 gradi per permettere alle navi di passare lungo il canale Manchester Ship.

## Acquedotti romani
- Acquedotto romano
- Acquedotti di Roma,

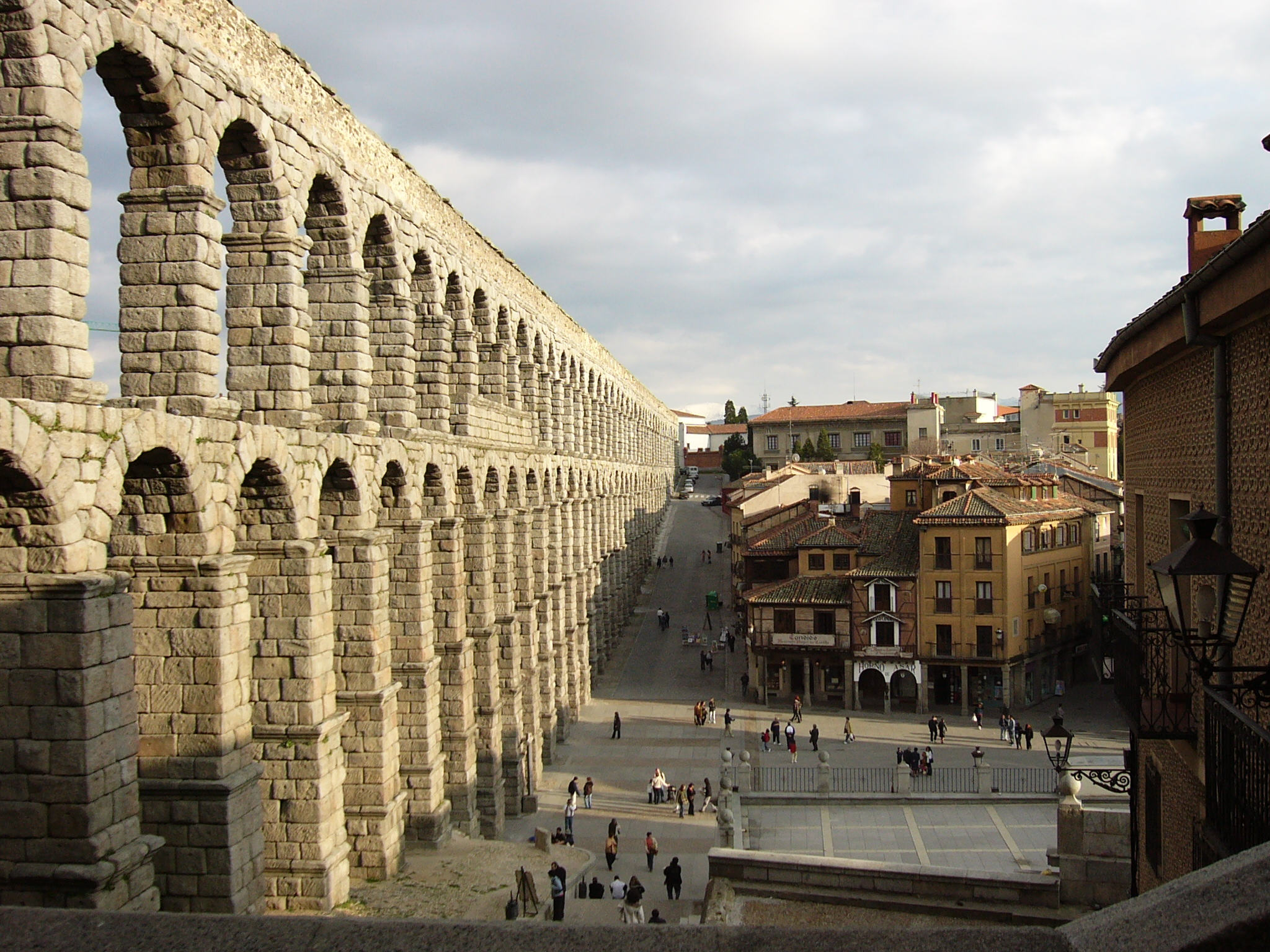
Segovia, Spagna. Acquedotto Romano.

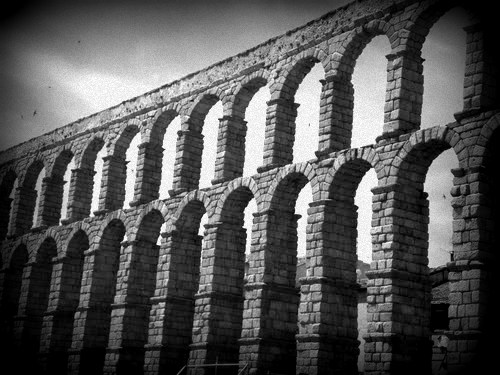
Segovia, Spagna. Acquedotto Romano.

- Acquedotto romano Avellino-Benevento, in Campania
- Ponte acquedotto di Pondel in Valle d'Aosta
- Ponte del Gard nel Sud della Francia
- Acquedotto Barbegal, Francia
- Acquedotto Eifel, Germania
- Acquedotto di Caesarea Maritima, Israele
- Acquedotto di Segovia, Spagna
- Acquedotto romano di Catania
- Acquedotto dei miracoli a Mérida, Spagna
- Acquedotto di Tarragona, Spagna
- Acquedotto di Valente, Istanbul, Turchia
- Acquedotto di Bonn

## Altri acquedotti
- Acquedotto svevo di Sulmona

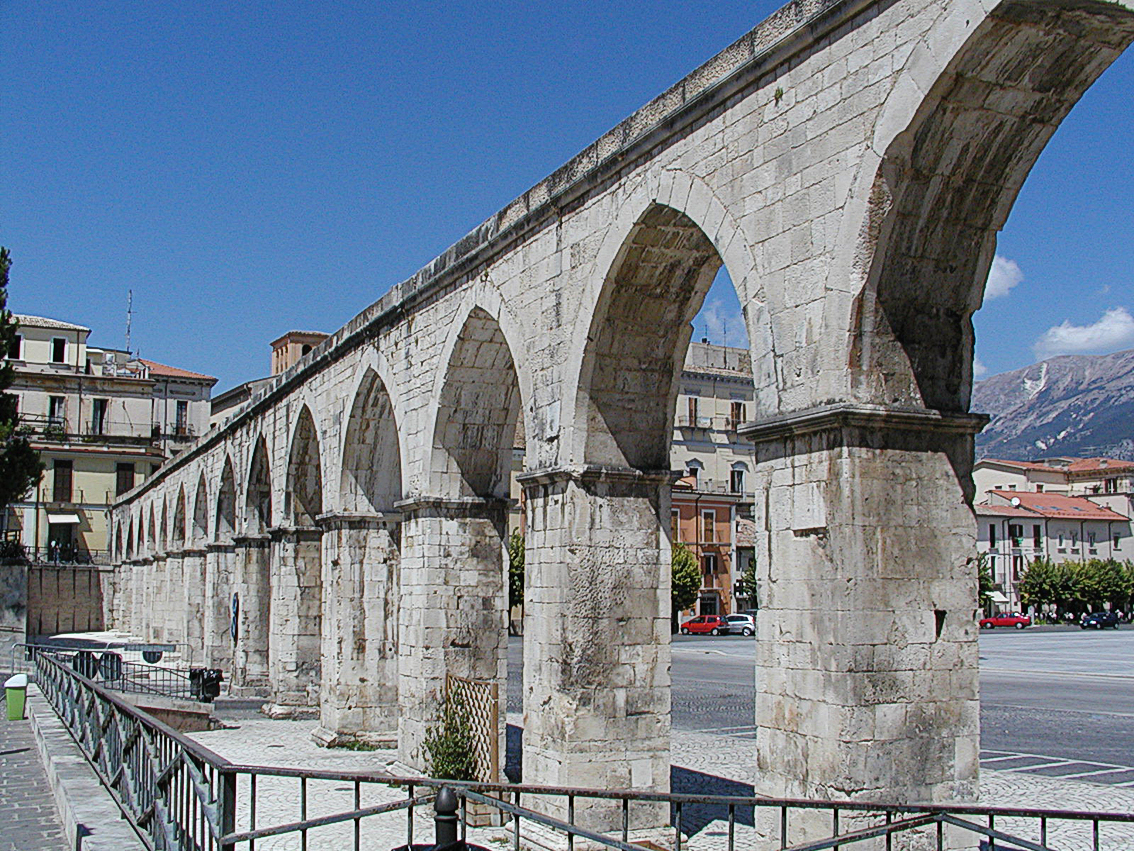
Acquedotto medievale di Sulmona.

- Acquedotto e Fontana Maggiore di Perugia
- Acquedotto di Orvieto
- Ponte delle Torri di Spoleto, Italia - XIII-XIV secolo.
- Acquedotto di Teruel, Spagna
- Central Arizona Project Aqueduct
- Acquedotto Carolino, Italia - costruito fra il 1753 e il 1862, patrimonio dell'umanità dal 1997
- Chirk Aqueduct, Galles - costruito fra 1796 e 1801
- Pontcysyllte Aqueduct, Galles - costruito fra 1795 e 1805
- Acquedotto Roquefavour, Francia - costruito fra 1842 e 1847
- Aqueduc St-Clément, Montpellier, Francia - XVII secolo
- Acquedotto del Colorado, USA - 1932-1941
- Acquedotto delle Acque Libere, Lisbona, Portogallo - XVIII secolo
- Acquedotto storico di Genova, Genova, Italia - XVII secolo in poi
- Acquedotto di Colognole, Livorno, Italia - costruito a partire dalla fine del XVIII secolo
- Acquedotto pugliese, Bari, Italia - Canale Principale dell'Acquedotto del Sele - Calore realizzato dal 1915 in poi
- Acquedotto del Peschiera-Capore. Roma - costruito tra il 1937 e gli anni ottanta del Novecento.
- Grande fiume artificiale, Libia - entrato in funzione nel 1989.
- Acquedotto romano, Capezzano
- Acquedotto del Nottolini, Lucca
- Acquedotto del Fiora, Maremma
- Acquedotto Galermi, Siracusa

## Normativa
- UNI EN 805:2002 - Approvvigionamento di Acqua - Requisiti per sistemi e componenti all'esterno di edifici" indica le linee guida per la progettazione delle reti idriche.

### In Italia
- Legge 4 febbraio 1963, n. 129 - Piano regolatore generale degli acquedotti e delega al Governo ad emanare le relative norme di attuazione;[14]
- D.M. del 16 marzo 1967 - Progetto di piano regolatore generale degli acquedotti, legge 4 febbraio 1963, n. 129;[15] definisce le dotazioni idriche minime pro capite;
- D.M. del 12 dicembre 1985 - Norme tecniche per le tubazioni;[16]
- D.P.C.M. del 4 marzo 1996 - Disposizioni in materia di risorse idriche;[17] definisce a 150 l/ab/giorno la dotazione pro-capite giornaliera minima alla consegna, intesa come volume attingibile nelle 24 ore dalle utenze potabili domestiche.